# CF Ciudad Madero
A Club de Fútbol Ciudad Madero egy mexikói labdarúgócsapat, amelynek otthona a Tamaulipas államban található kikötőváros, Ciudad Madero. Az első osztályú bajnokságban is szerepelt 4 szezon idejéig, de jelenleg csak a harmadosztályban játszik.

## Története
A csapat első mérkőzését 1964-ben játszotta a másodosztályban, ennek során 2–3-as győzelmet aratott a torreóni CF Laguna otthonában. A hazai bemutatkozásra június 13-án került sor, egy Poza Rica elleni mérkőzésen, az Estadio Tamaulipas stadionban (ez 1–1-re végződött). Az előtte tartott ünnepélyes stadionavatón a város polgármestere, Jesús González Armendáriz is jelen volt.
Mindjárt az első szezonban a tabella felső részében végeztek, ezért bejutottak egy négycsapatos minitornára, ami a feljutásról döntött. Itt viszont csak a harmadik helyet szerezték meg, így továbbra is a másodosztályban kellett maradniuk. A következő évben viszont már megnyerték azt, így feljutottak. Az első osztályban azonban gyengén szerepeltek, két év múlva utolsók lettek és visszaestek a másodosztályba. 1973-ban megint megnyerték a másodosztályt (a döntőt az Irapuato ellen játszották, 0–1-es hazai vereség után 0–2-re nyertek idegenben), ám két év múlva megint búcsúzni kényszerültek a legmagasabb szinttől.

## Bajnoki eredményei
A csapat első osztályú szereplése során az alábbi eredményeket érte el:

### A régi rendszerben
| Év        | Helyezés |
| --------- | -------- |
| 1965–1966 | 14. hely |
| 1966–1967 | 16. hely |

### A rájátszásos rendszerben
| Év        | Alapszakasz-helyezés | Eredmény a rájátszásban |
| --------- | -------------------- | ----------------------- |
| 1973–1974 | 16. hely             |                         |
| 1974–1975 | 20. hely             |                         |